# 一曇聖瑞
一曇 聖瑞（いちどん しょうずい）は、室町時代の臨済宗の僧。応永年間頃の人物。

## 経歴・人物
常陸法雲寺の復庵宗己の室に入り、その法を嗣ぐ。のち鎌倉円覚寺、京都南禅寺の住持を歴任する。詩文を能くし、『幽貞集』を著した。